# حمیرا نکهت دستگیرزاده
حمیرا نکهت دستگیرزاده (زادهٔ ۲۶ ثور/۲۵ اردیبهشت ۱۳۳۹، کابل، افغانستان – درگذشتهٔ ۱۴ شهریور/۱۳ سنبله ۱۳۹۹ در هلند) شاعر زن اهل کشور افغانستان بود.
وی از دانشگاه حقوق کابل فارغ‌التحصیل شد و پس از آن در دهه ۱۳۶۰ خورشیدی به نگارش و تهیه برنامه‌های رادیویی و تلویزیونی با مضمون ادبی در رادیو و تلویزیون دولتی افغانستان پرداخت. حمیرا نکهت دستگیرزاده تحصیلات خود را در صوفیه، بلغارستان تا مقطع دکترا و در رشتهٔ ادبیات فارسی ادامه داد. او یکی از بنیانگذاران انجمن شاعران و نویسندگان فارسی‌زبان (انشا) در هلند بود.قالب آثار او شعر سپید و غزل بود. برخی از شعرهای او به صورت ترانه توسط خوانندگان افغان خوانده شده‌است. وی همچنین اشعاری به زبان هلندی نیز منتشر کرده‌است.

## درگذشت
حمیرا نکهت از بیماری سرطان خون رنج می‌برد و سرانجام در ۱۴ شهریور ۱۳۹۹ در سن ۶۰ سالگی بر اثر همان بیماری درگذشت.

## آثار
- شط آبی رهایی (۱۹۹۰)،
- غزل غریب غربت (۲۰۰۳)،
- به دور آتش و دریغ (۲۰۰۹)،
- آفتاب آواره (۲۰۱۱)،
- هیچ نتوان گفت در ۵۰ سال (۲۰۱۱)،
- کوچه‌های روشن ماه هالند (۲۰۱۲)،
- تلخ در آتش (۲۰۱۳)،
- از سپیده لبریز (۲۰۱۳)
- از پوست تا پوستر (۲۰۱۳)
- پرواره‌های پندار (۲۰۱۴)